# Roque Gonzales
Roque Gonzales é um município do noroeste do estado brasileiro do Rio Grande do Sul.

## História
Antes da chegada dos imigrantes europeus, o povo mbyá-guarani habitava a região. A existência de artefatos, pedras-bolas e também lascas de pedra trabalhadas para sua incorporação em armas ou em ferramentas para a preparação de peles e outros produtos animais e vegetais na esfera doméstica são provas concretas da existência deste povo na região.
Outros grupos ou nações indígenas podem ter habitado a região no passado e provavelmente o fizeram. O povo mbyá-guaraní em seu sistema de crenças acreditava num e conceito da terra sem male. A vida nômade e/ou seminômade propiciava ou ajudava a construir estes valores. A natureza e os seus ciclos e a harmonia com todas as coisas de todos os reinos, do animal, do vegetal, inanimado etc. tudo fazia parte da ampla estrutura espiritual indígena.
Mais tarde chegariam os padres jesuítas da Companhia de Jesus, no comando de Roque González de Santa Cruz. A morte do padre Roque González aconteceu em 15 de agosto de 1628 de forma violenta (golpes de machado), logo após a celebração da missa em Caaró, nome dado ao território que hoje pertence ao município de Roque Gonzalez.

## Geografia
Roque Gonzales é um município que conta com as águas do rio Uruguai e do rio Ijuí. Roque Gonzales tem fronteira fluvial com a Argentina através do rio Uruguai e, conseqüentemente, mantém constante contato com pessoas da Argentina que por ali passam a caminho de outras partes do Brasil.
O Salto Pirapó é uma das belezas naturais da região, localizado não muito distante da cidade. A Usina Elétrica Pirapó faz parte da história do lugar, sendo que foi construída nos primórdios da colonização da região. Hoje o local também dispõe de duas áreas para acampamento, sendo que uma delas permite aos visitantes banhos de rio. O local é ideal para explorar a fauna e a flora às margens do rio Ijuí.

## Subdivisões

### Distritos
| Distrito        | População |
| --------------- | --------- |
| Dona Otília     | 944       |
| Rincão Vermelho | 1389      |
| Roque Gonzales  | 5466      |